# China State Shipbuilding Corporation

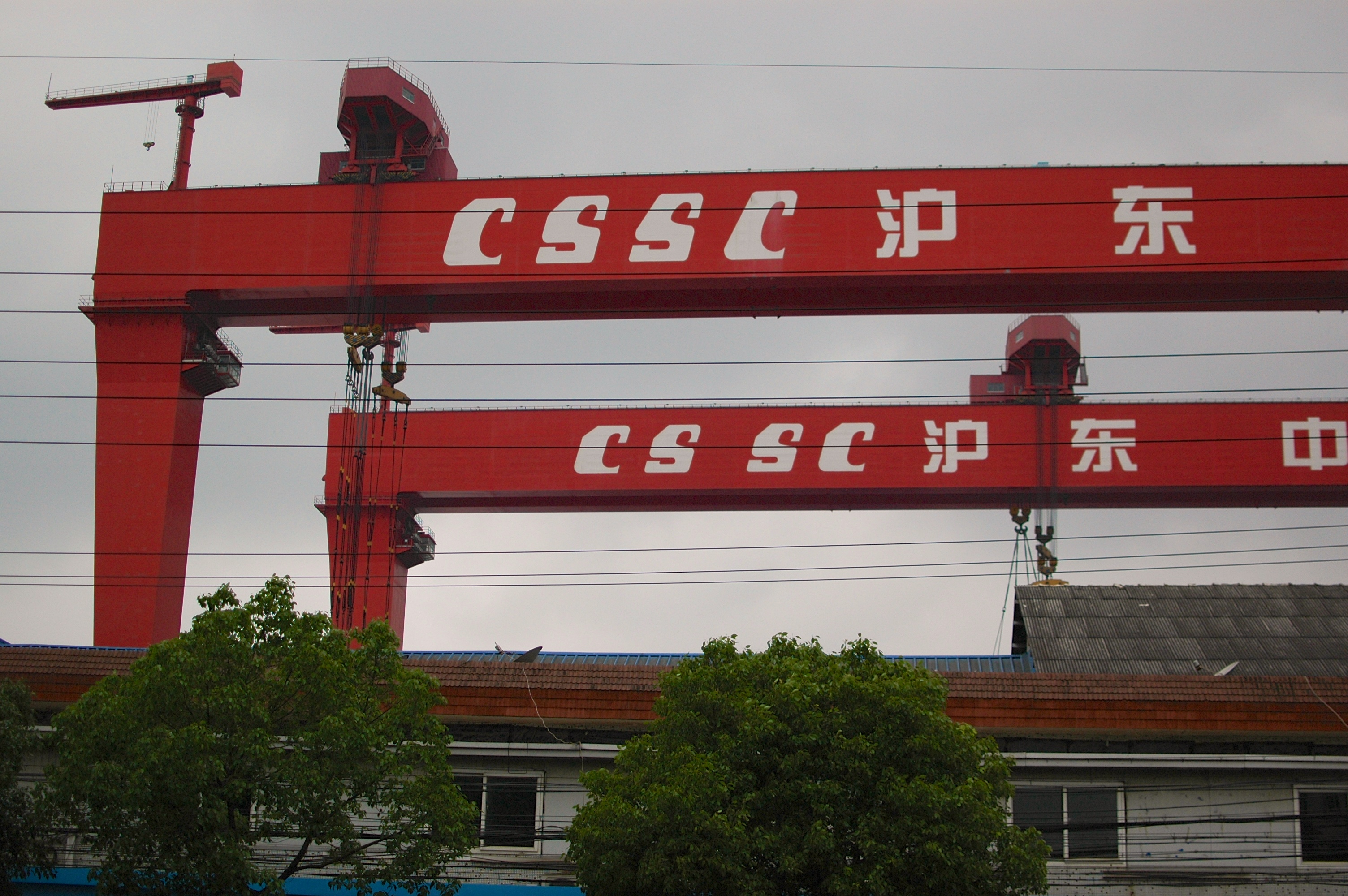
Козлові крани CSSC у червні 2012 року

China State Shipbuilding Corporation (укр. Китайська державна суднобудівна корпорація, кит.: 中国船舶集团有限公司, CSSC) — китайський суднобудівний конгломерат.

## Опис
CSSC є однією з 10 найкращих оборонних груп Китаю. Складається з різних корабелень, виробників обладнання, науково-дослідних інститутів і суднобудівних компаній, які будують як цивільні, так і військові кораблі. Їй належать деякі з найвідоміших суднобудівних компаній у Китаї, такі як Dalian Shipbuilding Industry Company, Jiangnan Shipyard, Hudong–Zhonghua Shipbuilding, Guangzhou Huangpu Shipbuilding і Guangzhou Wenchong Shipyard. Її дочірня компанія China CSSC Holdings Limited (SSE: 600150
) зареєстрована на Шанхайській фондовій біржі та володіє іншими дочірніми компаніями, включаючи Shanghai Waigaoqiao Shipbuilding. Станом на 2022 рік CSSC будує близько 41 відсотка всіх кораблів. Усі кораблі CSSC побудовані відповідно до військових специфікацій відповідно до доктрини китайського уряду.

## Історія
У 1964 році було створено Шосте міністерство машинобудування для нагляду за суднобудівними підприємствами Китаю, які займалися переважно військовими роботами. У липні 1982 в рамках реформ оборонної промисловості та «оборонної конверсії» міністерство було перетворено на Китайську державну суднобудівну корпорацію. CSSC залишався під контролем держави, але йому було дозволено працювати з «певним ступенем ринкової економічної автономії». CSSC змістив фокус галузі на комерційну роботу, до 1992 року 80% продукції припадало на цивільний сектор, а в 1993 році половина комерційної продукції була на експорт.

## Дивись також
- Список найбільших верфей